# Střekov (Ústí nad Labem)
Střekov (deutsch Schreckenstein) ist ein Stadtteil der Stadt Ústí nad Labem (Aussig an der Elbe) in Tschechien. Er befindet sich rechtselbisch unterhalb der gleichnamigen Burg Střekov und war von 1936 bis 1939 eine selbständige Stadt.

## Geografie

### Lage
Der Stadtteil liegt südöstlich von Ústí nad Labem an der rechten Elbseite, bekannt für die beeindruckende Burgruine Schreckenstein auf einem Felsen mit Blick auf das Elbtal. Die Region ist geprägt von tiefem Tal, bewaldeten Höhenzügen und steilen Hängen im Böhmischen Mittelgebirge. Aufgrund der Lage an der Elbe, der Eisenbahnlinie und wichtigen Verkehrswegen ist Střekov verkehrstechnisch bedeutend für die Region.

### Fließgewässer
Střekov liegt an der Elbe, einem der bedeutendsten Flüsse und wichtigsten Wasserstraßen Europas, die das Gebiet in das Einzugsgebiet der Nordsee einbindet. Der Abschnitt der Elbe bei Střekov umfasst die Wasserkörper „Elbe von der Eger bis zur Bílina (Biela)“ sowie „Elbe von der Bílina bis zum Jílovský potok (Eulabach)“. Der mittlere langjährige Durchfluss der Elbe beträgt im Bereich Aussig, unterhalb der Schreckensteiner Schleuse, 290 m³/s.

### Schutzgebiete
Střekov liegt zur Gänze im Landschaftsschutzgebiet Böhmisches Mittelgebirge (ChKO České středohoří). Dieses wurde am 19. März 1976 durch einen Erlass des Kulturministeriums der ČSSR erklärt.

## Verwaltungsgliederung
Der Stadtteil ist Teil des Stadtbezirks Ústí nad Labem-Střekov, welcher einer von insgesamt vier selbstverwalteten Stadtbezirken der Stadt Ústí nad Labem ist. Innerhalb dieses Stadtbezirks gibt es weitere kleinere Siedlungseinheiten und Wohngebiete, die die administrative Gliederung ergänzen. Die Ortsgliederung umfasst folgende Ortsteile:
- Střekov als Katastralgemeinde mit der Siedlung Kamenný vrch, Střekov-Kamenný vrch, Střekov-Karla IV., Střekov-lázně, Střekov-nábřeží, Střekov-nad hradem, das Industriegebiet Střekov, sowie Kramoly (Krammel) und Nová Ves (Neudörfel)
- Brná (Birnai)
- Církvice (Zirkowitz)
- Kojetice (Kojeditz)
- Olešnice (Waldschnitz)
- Sebuzín (Sebusein)
- Svádov (Schwaden)

## Geschichte

### Frühe Geschichte und Gründung

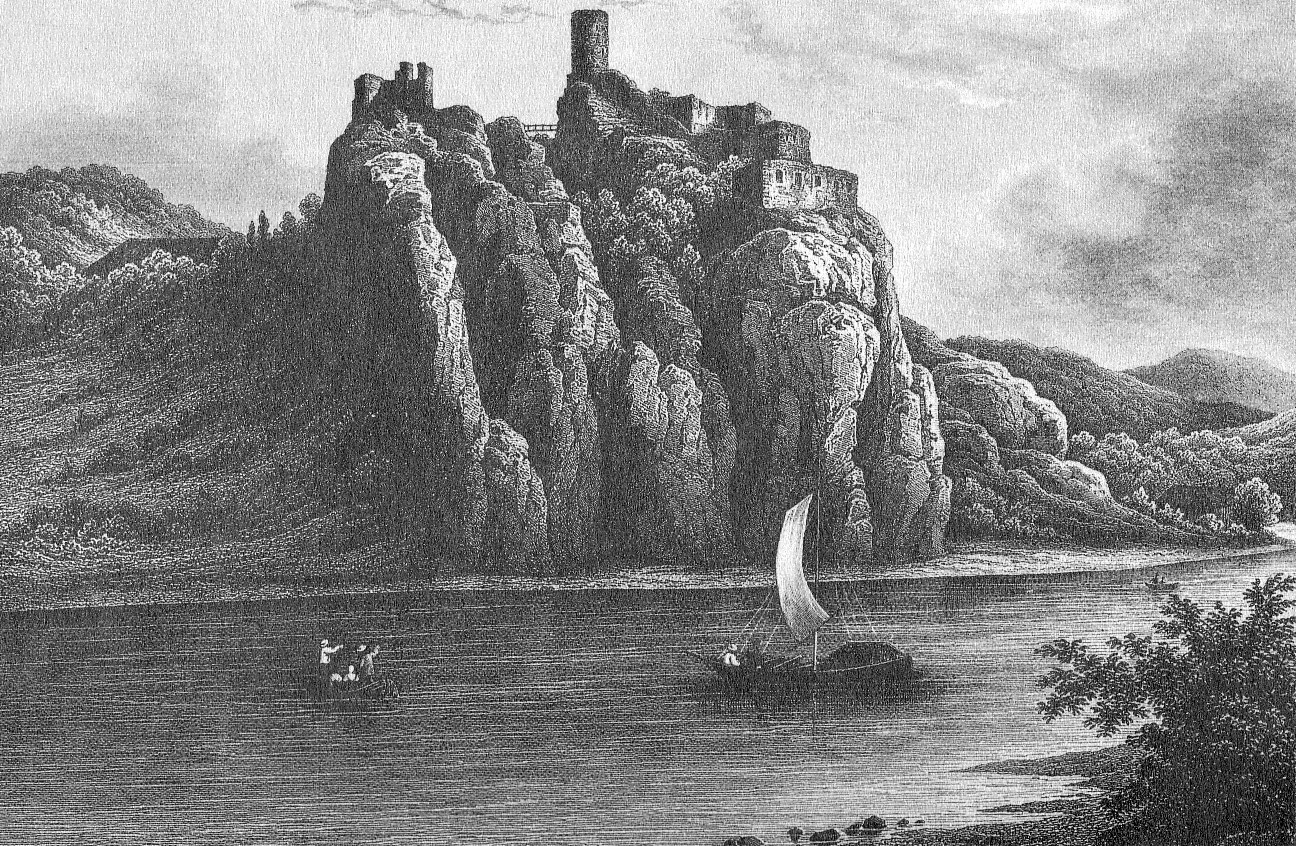
Ansicht der Burg Schreckenstein

Die erste urkundliche Erwähnung des Gebietes stammt aus dem Jahr 1319, als Pešek von Weitmühl die neu errichtete Burg Schreckenstein als Lehen erhielt. Die Burg war zwischen 1316 und 1319 auf Anordnung des böhmischen Königs Johann von Luxemburg erbaut worden. Unter Karl IV. wurde die Entwicklung des Handels auf der Elbe gezielt gefördert: Um die Schifffahrt sicherer zu machen, ließ man die Felsen unterhalb von Skřekov durchbrechen und Untiefen ausheben. Zudem wurde auf der Burg ein spezieller Aufseher eingesetzt, der die Elbeschifffahrt überwachte.
Bereits im Jahr 1348 umfasste die Allodialherrschaft die Dörfer Schreckenstein, Obersedlitz, Krammel sowie die Jagdhütte Sedl mit den herrschaftlichen Wirtschaftsgebäuden. Hinzu kamen die Dörfer Neudörfel, Taschow, Pohorz, Proboscht, Salesel sowie der Flussabschnitt unterhalb der Burg mit Mühlen und Fischereirechten.

### Mittelalter und Neuzeit
Im Lauf der Jahrhunderte wechselte die Burg mehrfach den Besitzer. Im 15. Jahrhundert bot sie während der Hussitenkriege verfolgten Katholiken Zuflucht. Anfang des 16. Jahrhunderts ging die Burg in den Besitz der Familie Lobkowicz über, die sie ausbaute und erweiterte. Ab dem 17. Jahrhundert wurde die Burg nicht mehr dauerhaft bewohnt und verfiel allmählich. Während des Dreißigjährigen Krieges wurde sie mehrfach geplündert.

### 19. Jahrhundert
Die Gemeinde Schreckenstein entstand insbesondere nach dem Bau der Österreichischen Nordwestbahn. Der Bahnhof Schreckenstein war insbesondere als Abzweigbahnhof für eine Zweiglinie nach Aussig gebaut worden. Darüber hinaus diente er auch dem Reiseverkehr für die am anderen Elbufer gelegene Stadt Aussig. Die dort haltenden Schnellzüge der ÖNWB boten seinerzeit den kürzesten und schnellsten Weg von und nach der Reichshauptstadt Wien. Die doppelstöckige Eisenbahnbrücke über die Elbe ermöglichte auf ihrer unteren Ebene auch den Straßenverkehr.
Im Jahr 1874 wurde das Dampfwasserwerk Střekov errichtet. Es versorgte Industrie und Bevölkerung und galt als technisches Vorzeigeprojekt seiner Zeit. Die Gründung der Firma Schicht, einer der größten Fettverarbeitungsfabriken Europas, im Jahr 1880 führte zu einem erheblichen Wachstum der umliegenden Siedlungen wie Krammel und Obersedlitz.

### 1900 bis 1945
Mit dem starken Bevölkerungswachstum in Schreckenstein entstand die Christuskirche, die als Gotteshaus der örtlichen deutschen evangelischen Gemeinde diente. Bereits 1908 wurde eine Zusammenlegung der Gemeinden erwogen, wobei der Name Elbenau für die neue Gemeinde vorgeschlagen wurde. Parallel dazu entwickelte sich die Dreifaltigkeitskirche, und unter dem Einfluss des Industriellen Johann Schicht entstanden die Schicht-Werke, eine Werkssiedlung sowie das in den 1930er Jahren moderne überdachte Johann-Schicht-Bad, die das Ortsbild bis heute prägen.
Mit dem Ende des Ersten Weltkriegs lag Schreckenstein auf dem Staatsgebiet der neu gegründeten Tschechoslowakei. Der tschechische Ortsname Střekov wurde neben dem deutschen Schreckenstein offiziell eingeführt.
Im Jahr 1922 wurden die Gemeinden Krammel und Obersedlitz mit Schreckenstein zu einer Großgemeinde vereint. In der Folgezeit bezeichnete man das ursprüngliche Schreckenstein als Schreckenstein I. oder Altschreckenstein, während Obersedlitz als Schreckenstein II. und Krammel als Schreckenstein III. geführt wurden. Von 1923 bis 1936 wurde die unterhalb der Burg Schreckenstein die Masaryk-Staustufe gebaut.
Im Jahr 1936 wurde die Dr.-Edvard-Beneš-Brücke als Straßenbrücke über die Elbe in Betrieb genommen. Ab dem 9. August 1936 führte eine neue Linie der Aussiger Straßenbahn über die Brücke bis zu den Schichtwerken.
Im Jahr 1936 erhielt die Gemeinde Schreckenstein die Stadtrechte.
Infolge des Münchner Abkommens lag Schreckenstein ab 1. Oktober 1938 auf deutschem Staatsgebiet. Formal zeitgleich wurde die Stadt Schreckenstein (rückwirkend) in die Stadt Aussig an der Elbe eingemeindet.

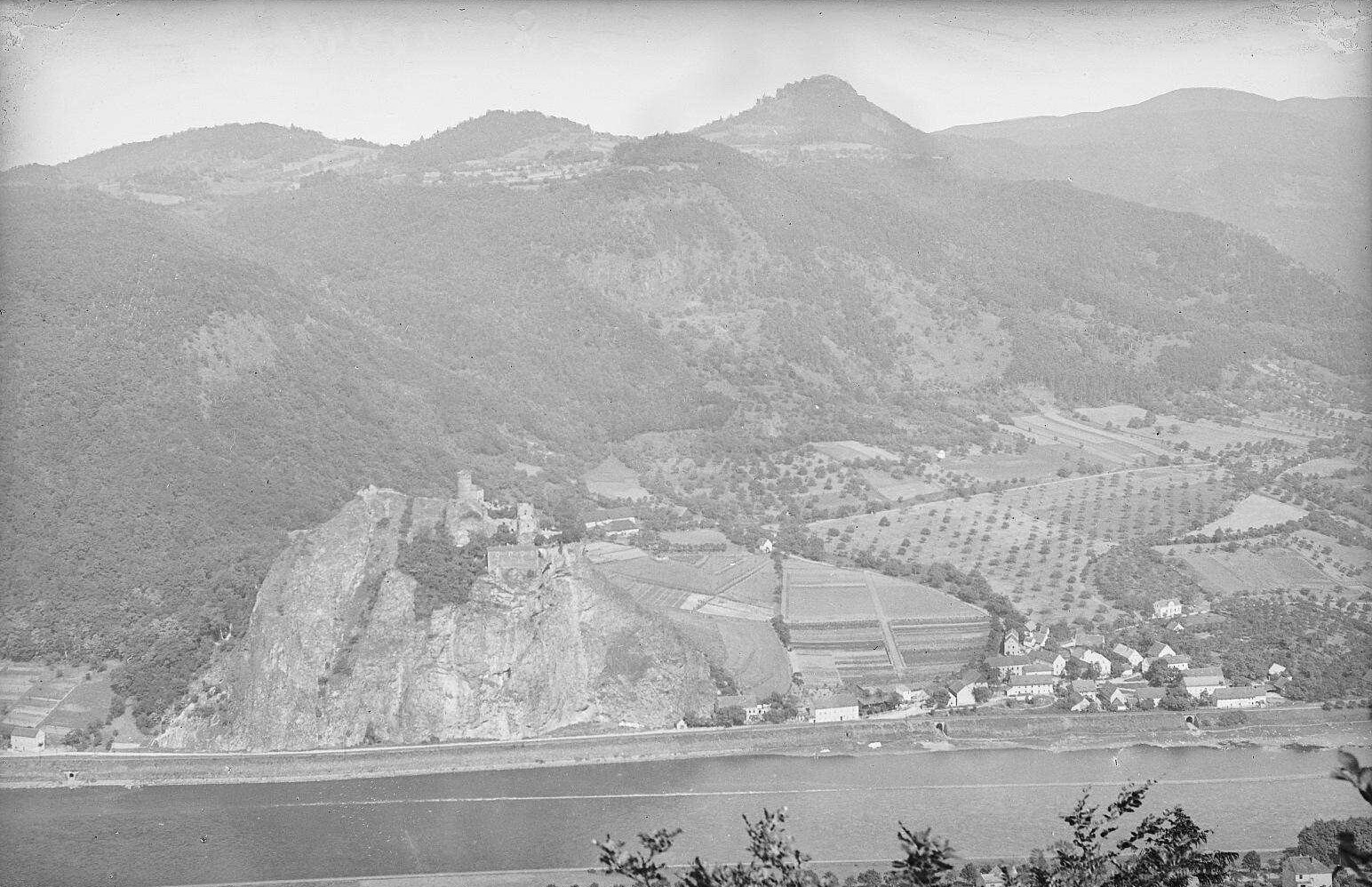
Blick ins Elbtal mit der Burg und dem Dorf Schreckenstein.
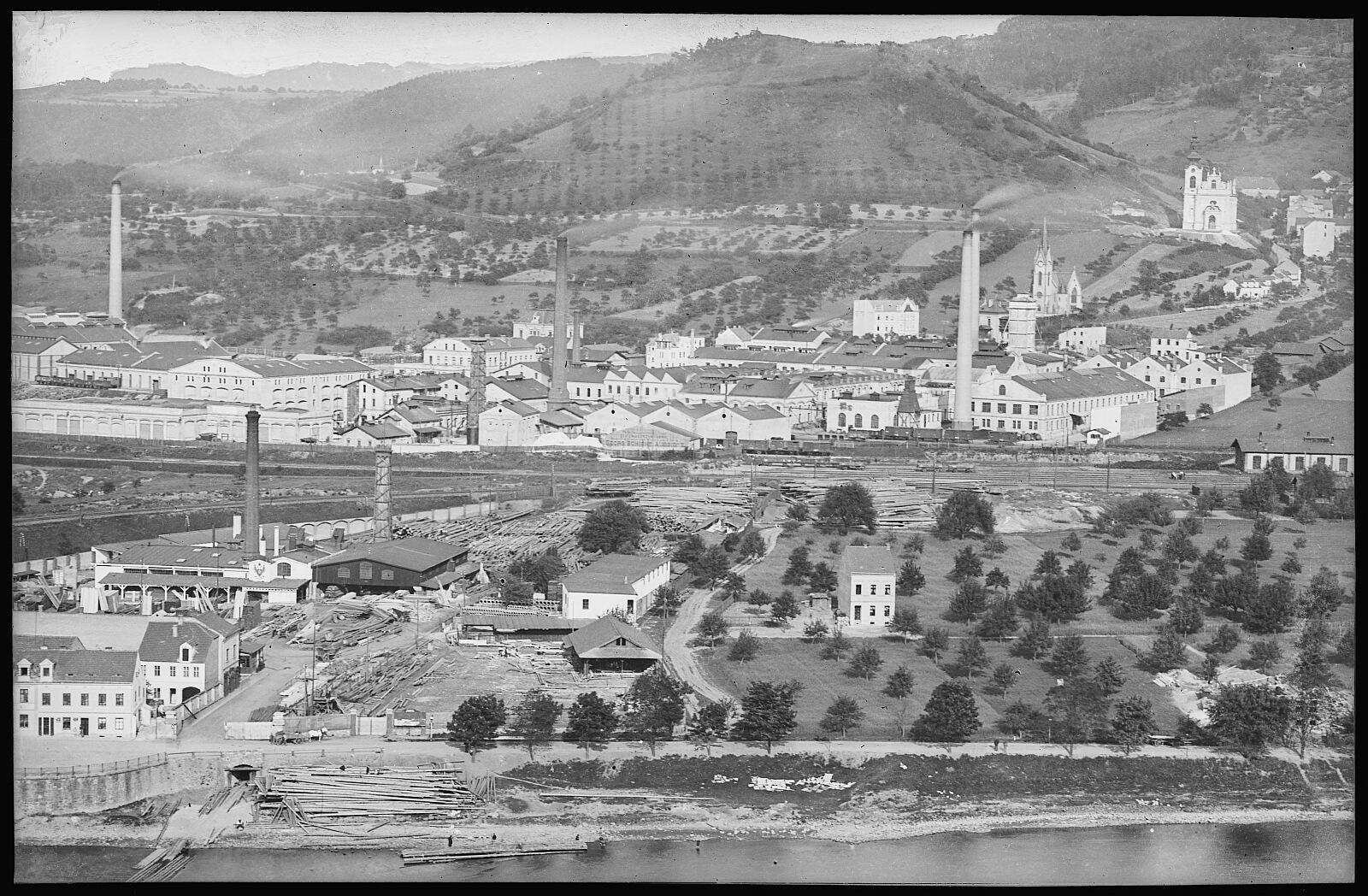
Blick auf die Dörfer Krammel und Obersedlitz

### 1945 bis 1989
Nach dem Ende des Zweiten Weltkrieges begann die Vertreibung der Deutschen aus der Tschechoslowakei. Infolgedessen wurde die Mehrheit der deutschsprachigen Bevölkerung des Landes verwiesen. An ihre Stelle traten Tschechen aus dem Landesinneren, Repatrianten, Slowaken und Roma. Am 31. Juli 1945 kam es zum Massaker von Aussig an der deutschsprachigen Zivilbevölkerung. Nach einer Explosion in einem Munitionslager im Aussiger Stadtteil Schönpriesen kam es im gesamten Stadtgebiet zu gewaltsamen Übergriffen auf Deutsche, die seinerzeit durch eine weiße Armbinde erkenntlich waren. Zentraler Ort der Gewalt war die Dr.-Edvard-Beneš-Brücke. Eine zweisprachige Gedenktafel auf der Brücke erinnert daran.
Im Jahr 1953 wurde die bislang an den Schichtwerken endende Straßenbahnlinie bis zum Bahnhof Ústí nad Labem-Střekov verlängert. Der Straßenbahnbetrieb in Střekov endete am 30. Juni 1968, als die Linie über die Elbbrücke im Rahmen der geplanten Gesamtstilllegung des Netzes aufgegeben wurde.
In den 1970er und 1980er Jahren erfuhr das Stadtbild tiefgreifende Veränderungen: Es entstanden weitere Industrieanlagen, neue Verkehrswege und zahlreiche Großwohnanlagen in Plattenbauweise, die maßgeblich das Erscheinungsbild von Střekov prägen. Die Stadt wuchs durch die Eingemeindung weiterer umliegender Ortschaften und erreichte ihre größte Ausdehnung.

### Seit 1989
Mit der Samtenen Revolution von 1989 und dem Ende des Kommunismus begann eine Phase tiefgreifender politischer und wirtschaftlicher Veränderungen. In den 1990er Jahren kam es zudem zu einer teilweisen administrativen Neuordnung, bei der einige zuvor eingemeindete Orte ihre Eigenständigkeit zurückgewannen. Heute ist Schreckenstein ein integraler Bestandteil von Aussig, dessen Quartier von seiner industriellen Vergangenheit, den baulichen Umgestaltungen der sozialistischen Ära sowie einer vielfältigen, multikulturellen Bevölkerung geprägt ist.
Im Jahr 1998 wurde als dritte Elbbrücke in Ústí nad Labem die Mariánský most (Marienbrücke) eröffnet. Neben dem allgemeinen Straßenverkehr dient sie seitdem auch dem innerstädtischem öffentlichen Personennahverkehr. Seit 2007 führt eine Linie des Oberleitungsbusses Ústí nad Labem über die Brücke bis zur Wendestelle Karla IV. nördlich der Burg Střekov.

## Bevölkerung
Bei der Volkszählung des Jahres 1921 lebten in der Gemeinde Schreckenstein 2748 Menschen, darunter 1362 Männer. Die Bevölkerung setzte sich aus 306 Tschechoslowaken, 2.384 Deutschen und 58 Ausländern zusammen. Die Mehrheit gehörte der römisch-katholischen Kirche an, doch waren auch 184 Evangelische, 2 Mitglieder der Tschechoslowakischen Kirche, 3 Juden sowie 100 Konfessionslose im Ort ansässig.
Bis zur Volkszählung von 1930 war die Einwohnerzahl auf 9919 angestiegen. Davon waren 1280 Tschechoslowaken, 8412 Deutsche, 10 Juden, 9 Angehörige anderer Nationalitäten und 208 Ausländer. Auch 1930 dominierten die römisch-katholischen Christen, doch gab es nun 960 Evangelische, 104 Mitglieder der Tschechoslowakischen Kirche, 28 Juden, 12 griechisch-katholische Christen, 32 Personen anderer, nicht näher bezeichneter Kirchen sowie 1053 Menschen ohne religiöses Bekenntnis.
| Jahr          | 1869 | 1880  | 1890  | 1900  | 1910  | 1921  | 1930   | 1950   | 1961   | 1970   | 1980   | 1991   | 2001   | 2011   |
| ------------- | ---- | ----- | ----- | ----- | ----- | ----- | ------ | ------ | ------ | ------ | ------ | ------ | ------ | ------ |
| Einwohnerzahl | 786  | 1.213 | 1.940 | 4.184 | 7.327 | 8.550 | 10.115 | 09.040 | 11.374 | 12.883 | 13.345 | 11.856 | 10.894 | 14.041 |
| Bebauung      | 127  | 148   | 187   | 302   | 475   | 583   | 923    | 1.081  | 1.025  | 1.147  | 1.227  | 1.223  | 1.247  | 2.314  |

## Wappen und Flagge
Mit der Erbebung zur Stadt erhielt Schreckenstein im Jahr 1936 ein eigenes Wappen und eine Flagge.

### Wappen
| Wappen der Stadtteils Schreckenstein | Blasonierung: „In Blau ein silbernes Quellbecken mit sechs heraussprudelnden Wasserstrahlen auf der linken Seite; rechts oben auf schmalem Felsen eine gemauerte Burg mit drei Zinnen, gotischem Fenster und schmalem, in Blau gehaltenem, gewölbtem Zeltdachturm; im unteren Schildbereich ein silbernes Zahnrad.“ |
| Wappen der Stadtteils Schreckenstein | Wappenbegründung: Die stilisierte Burg auf dem schmalen Felsen repräsentiert die Burg Schreckenstein. Der gewellte Balken im unteren Bereich des Wappens symbolisiert die Elbe. Das silberne Quellbecken mit sechs emporsteigenden Wasserstrahlen verweist auf die vielfältigen Quellen in der Region. Das silberne Zahnrad im roten Schildfuß steht für die industrielle Prägung des Stadtteils, insbesondere seit dem 19. Jahrhundert. Das Schild ist silbern-blau gespalten und ruht auf einem roten Schildfuß. |

### Flagge
Das Flaggentuch besteht aus drei waagerechten Streifen: blau, weiß und blau. Das Verhältnis der Breite zur Länge der Flagge beträgt 2 : 3.

## Sehenswürdigkeiten
- Burg Střekov (Schreckenstein), Burgruine
- Masaryk-Staustufe, letzte Stauanlage der Elbe-Moldau-Regulierung, fertiggestellt 1936
- Marienbrücke (Mariánský most), Schrägseilbrücke über die Elbe von 1998
- Edvard-Beneš-Brücke (Most Dr. Edvarda Beneše), Stahlbogenbrücke aus dem Jahr 1936, Ort des Massakers von Aussig
- Glockenturm (Malířský Koutek), sakrales Kleindenkmal aus dem späten 18. Jahrhundert
- Dreifaltigkeitskirche (Střekov), neobarocke Kirche aus dem Jahr 1903
- Säule der Heiligen Drei Könige mit Pietà, barocke Statue aus dem Jahr 1729

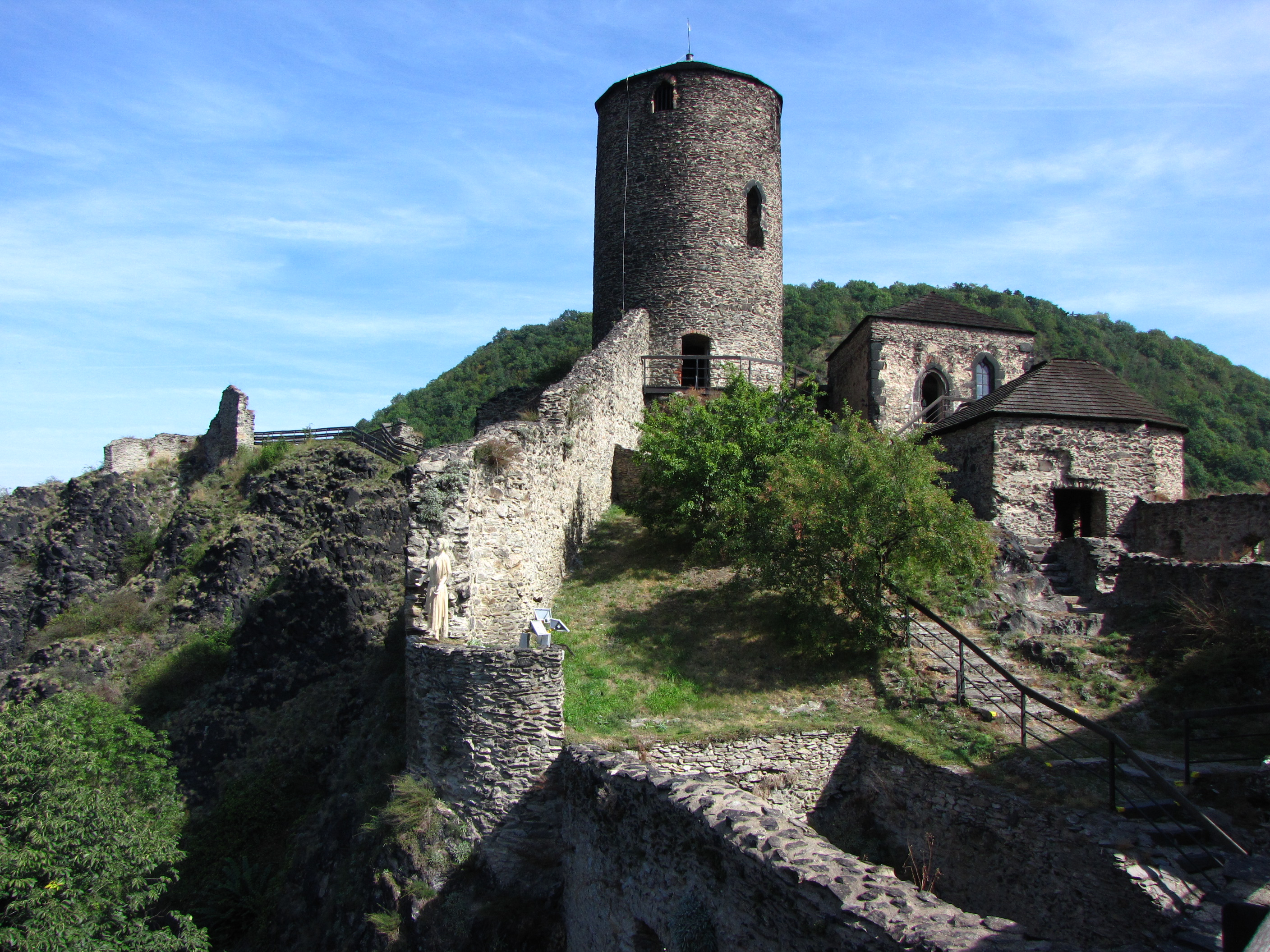
Burg Schreckenstein
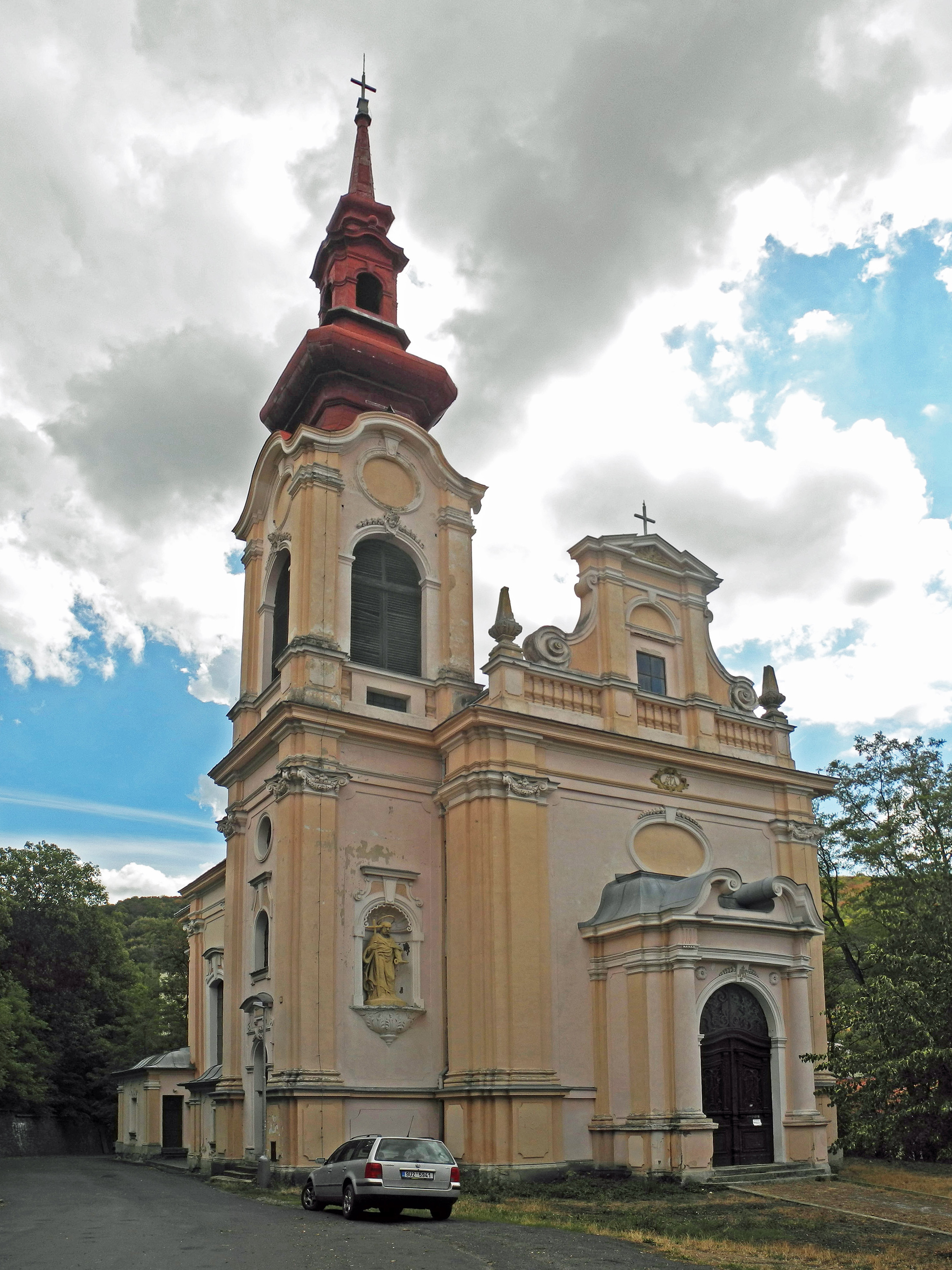
Dreifaltigkeitskirche
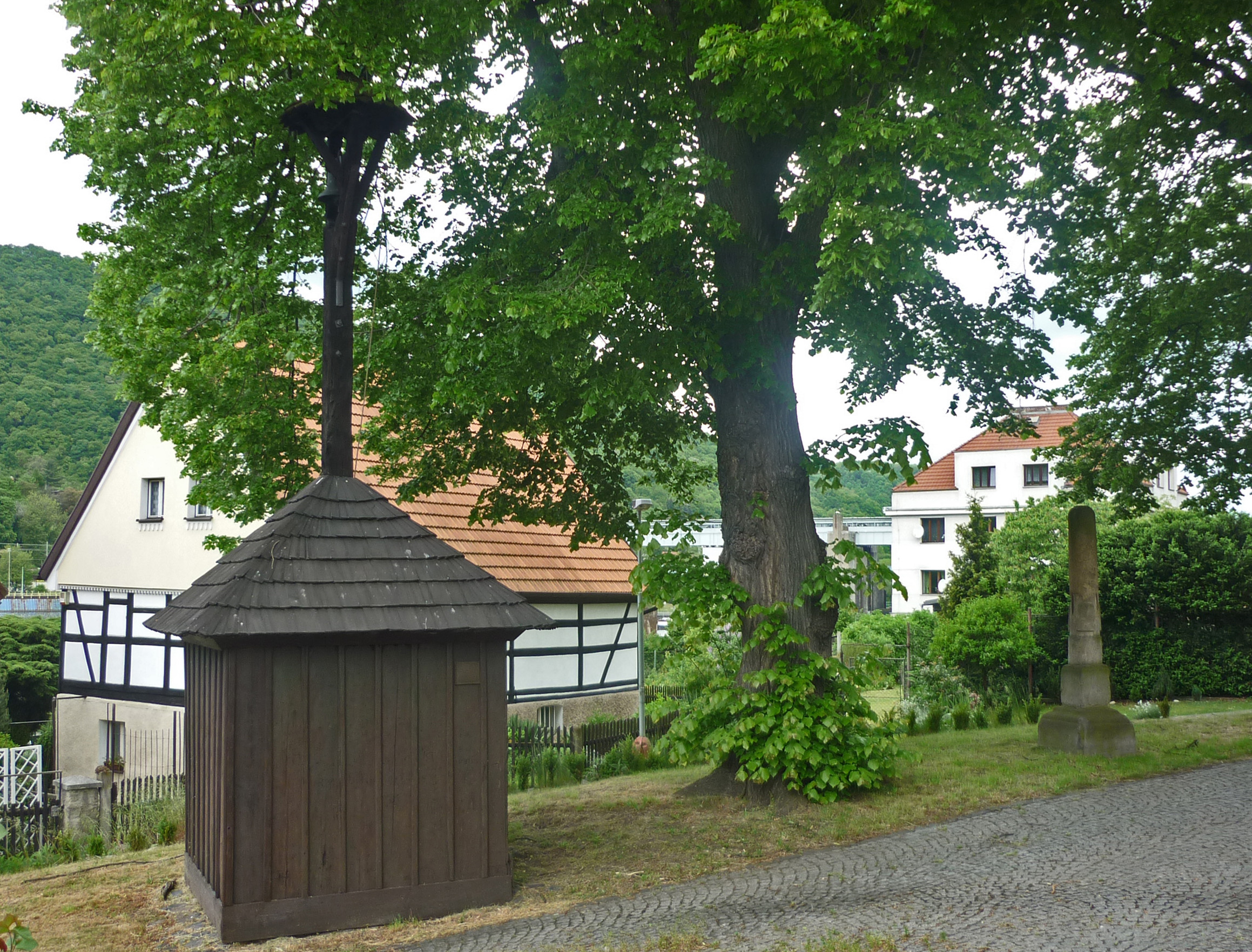
Glockenturm und Meilenstein
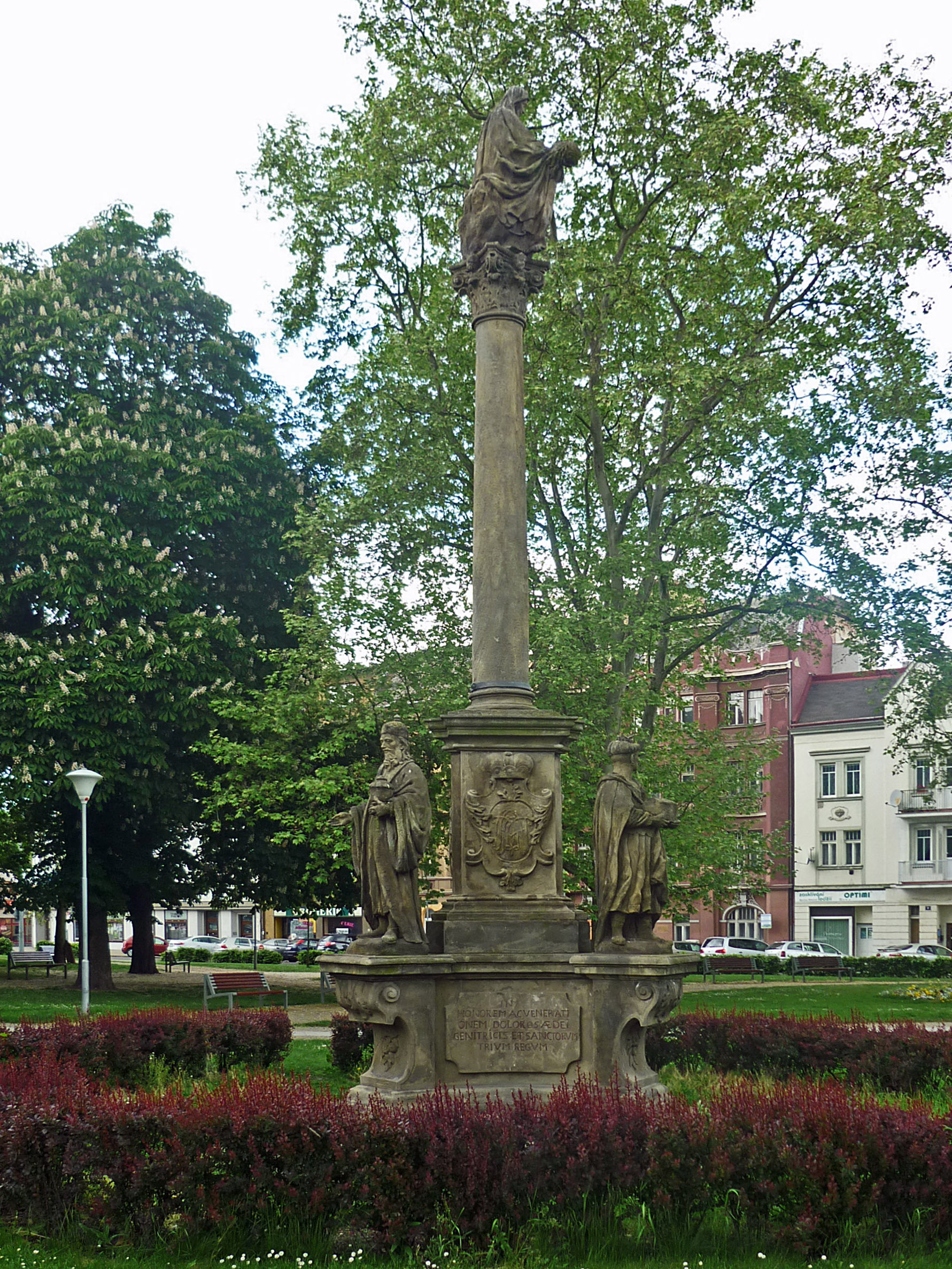
Säule der Heiligen Drei Könige mit Pietà
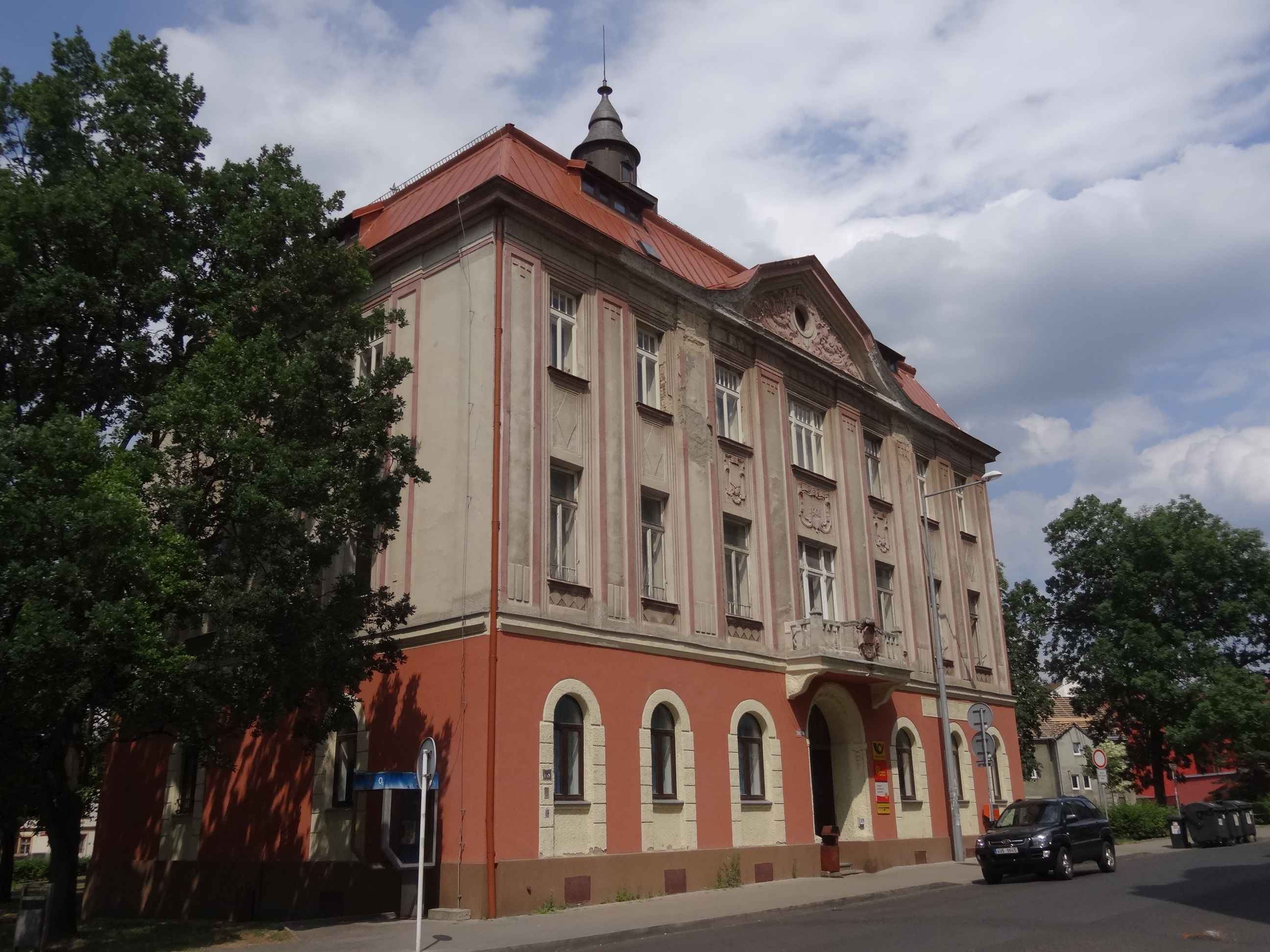
Ehemaliges Rathaus

## Wirtschaft und Infrastruktur
In Střekov befindet sich mit dem Chemiekonzern Setuza einer der größten Fettenhersteller Tschechiens, der eine lange industrielle Tradition hat und zu den wichtigsten Arbeitgebern der Region zählt. Die Wirtschaft des Stadtteils sowie der gesamten Stadt ist stark von Industrie, vor allem von der Chemie, geprägt. Nach 1989 kam es zu einem Rückgang traditioneller Industriezweige, und der Sektor befindet sich im Wandel. Neue Unternehmen in den Bereichen Dienstleistungen, Handel und moderne Technologien gewinnen zunehmend an Bedeutung. Die meisten Wirtschaftsbetriebe sind im Groß- und Einzelhandel, in wissenschaftlichen und technischen Dienstleistungen sowie im Baugewerbe tätig.

### Verkehr
Eisenbahn

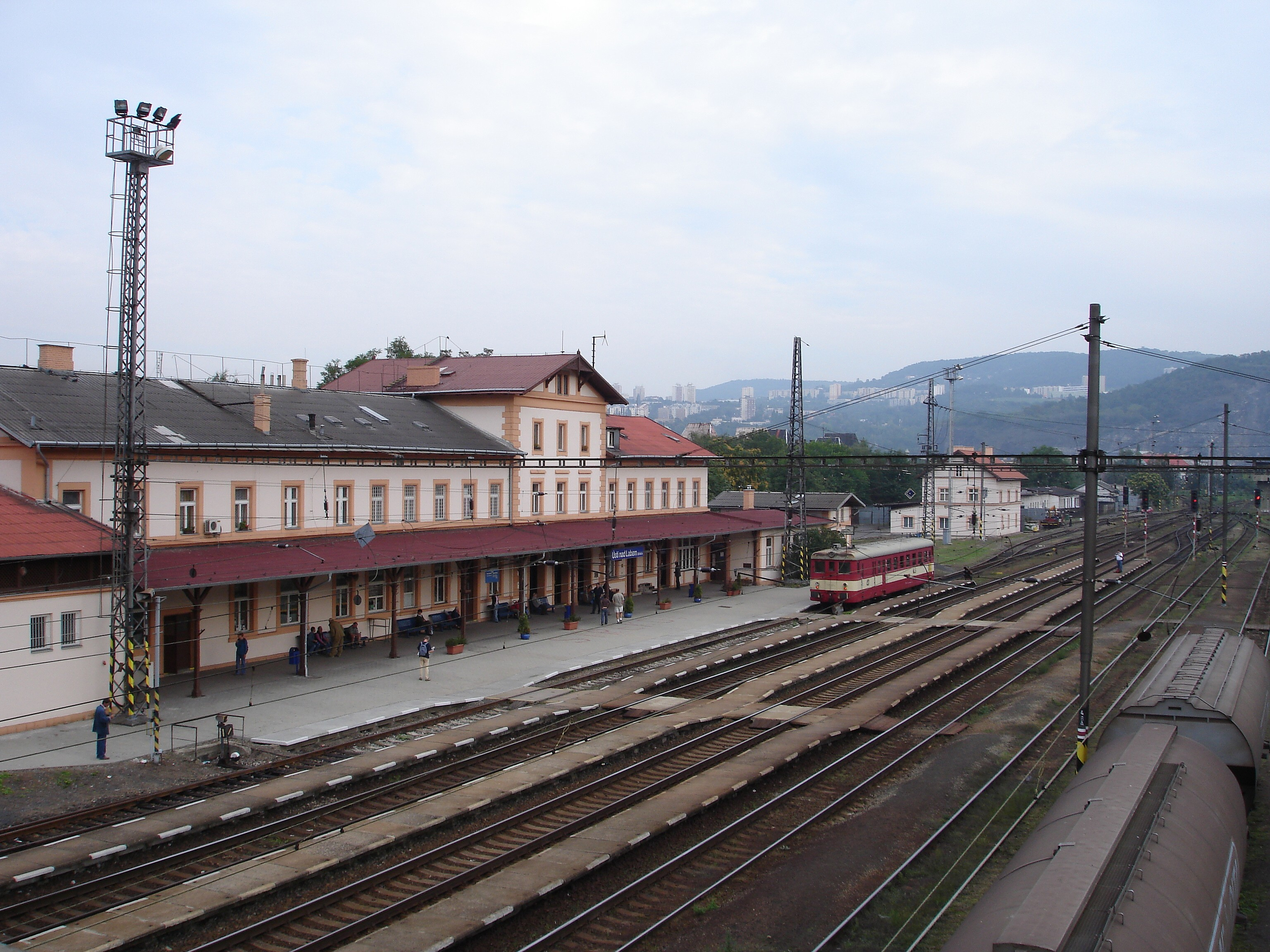
Bahnhof Ústí nad Labem-Střekov

Im Stadtteil liegt der Bahnhof Ústí nad Labem-Střekov, der 1874 durch die k.k. Österreichische Nordwestbahn (ÖNWB) an ihrer Hauptstrecke von Wien nach Mittelgrund eröffnet wurde. Im Bahnhof zweigt die kurze Verbindungsbahn über die Elbe nach Ústí nad Labem západ ab. Mittelfristig soll die Hochgeschwindigkeitsstrecke von Prag nach Dresden den Stadtteil durchschneiden.
Straßen
Durch Střekov führen die Staatsstraße Silnice II/261 und Silnice I/613. Letztere führt über die Marienbrücke direkt zur Autobahn Dálnice 8 von Prag nach Dresden.
Stadtverkehr
Střekov ist heute im innerstädtischen Nahverkehr mir mehreren Autobus- und Oberleitungsbuslinien mit dem Stadtzentrum von Ústí nad Labem und darüber hinaus verbunden. Von 1936 bis 1968 führte eine Linie der Straßenbahn Ústí nad Labem bis zum Bahnhof Ústí nad Labem-Střekov. Das Netz des 1988 eröffneten Oberleitungsbusses Ústí nad Labem erreichte Střekov mit einer bislang einzigen Strecke im Jahr 2007. Im Jahr 2025 verkehren die Linien 73 und 80 bis zur Haltestelle Karla IV.

### Sport
Der bekannteste Sportverein im Stadtteil Střekov ist der Turnverein TJ Střekov. Er wurde 1947 gegründet und spielt seine Heimspiele auf dem Sportplatz U Řeky. Der TJ Střekov nimmt mit mehreren Mannschaften am Spielbetrieb teil, darunter Herren-, Jugend- und Kindermannschaften. Die erste Mannschaft spielt aktuell in der 1.B třída dospělých (7. Liga) des Ústecký kraj.
Neben Fußball bietet der Stadtteil weitere Sportmöglichkeiten, beispielsweise Parkour- und Akrobatiktrainings in der Střekov Aréna. Zudem sind auch andere Sportarten wie Judo durch Vereine vertreten, zum Beispiel das „Judo Team Střekov“.

### Friedhof

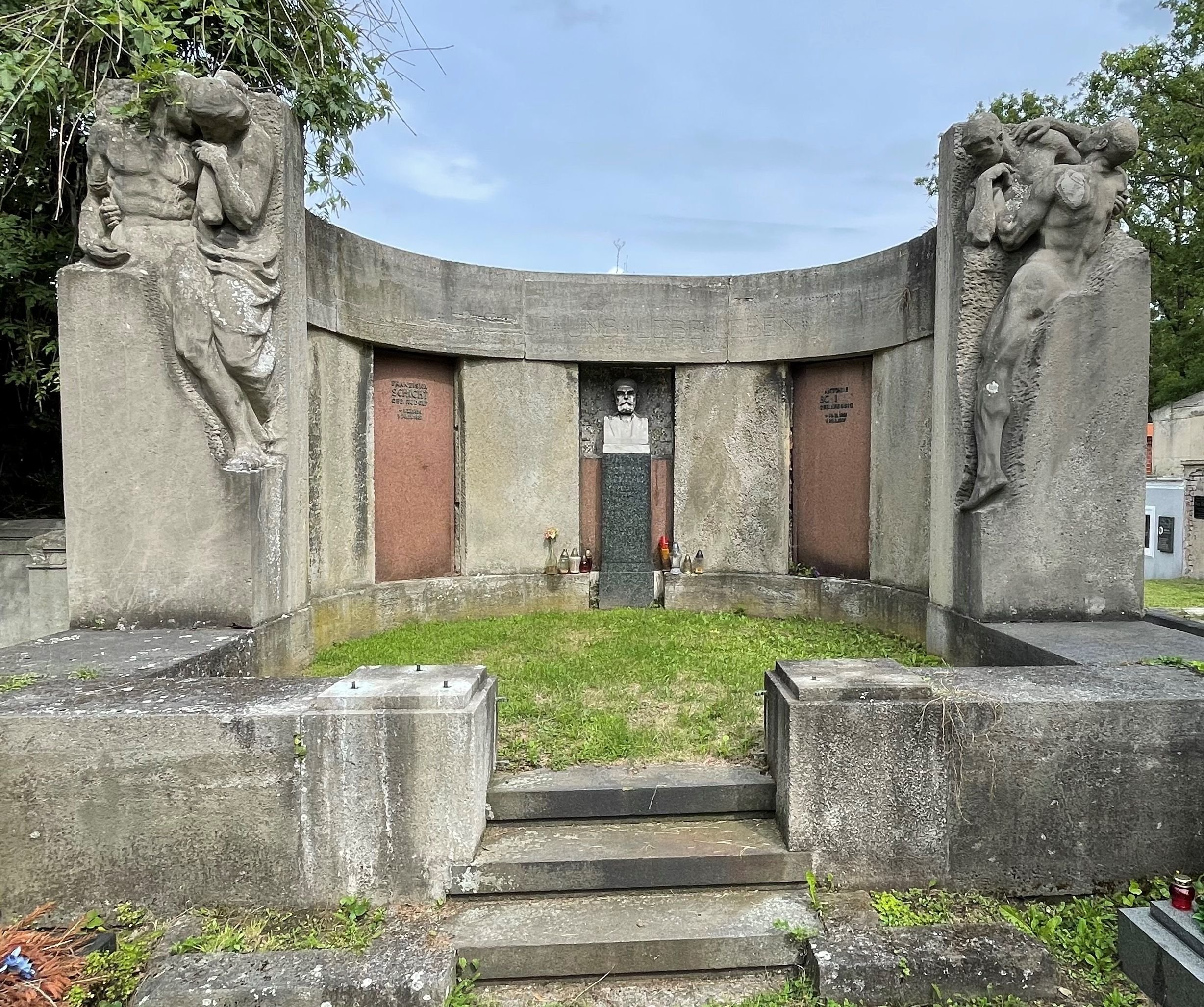
Devastierte Grabstätte der Familie Schicht (2022)

In Střekov befindet sich mit dem „Hřbitov Střekov“ der Hauptfriedhof der Stadt Ústí nad Labem mit altem und neuem Krematorium. Der Friedhof spiegelt die wechselvolle Geschichte der Region wieder. Im 19. Jahrhundert wurde er in einen tschechischen und einen deutschen Bereich unterteilt. Nach der Vertreibung der deutschsprachigen Bevölkerung nach 1945 verfielen deren Gräber.
Kulturell bedeutend ist die Grabstelle der Industriellenfamilie Schicht, die unter Denkmalschutz steht. Sie wurde 1912 von dem Bildhauer Heinrich Karl Scholz und dem Architekten Wilhelm Pleier entworfen.

## Persönlichkeiten

### Söhne und Töchter der Stadt
- Karl Schubert (1909–2006), Bildhauer
- Waldemar Röhsler (1926–2025), deutscher Jurist
- Karl Hoche (* 1936), Autor und Satiriker

### Personen, die in Schreckenstein gewirkt haben
- Georg Schicht (1849–1913), Industrieller
- Johann Schicht (1855–1907), Fabrikant und Industrieller
- Rudolf Popper (1873–1967), Maler